# Road (альбом)
Road — двадцать второй сольный и в целом двадцать девятый студийный альбом американского певца Элиса Купера, вышедший 25 августа 2023 года на лейбле Earmusic. Он был записан в студии вживую Купером и его гастрольной группой — гитаристами Нитой Штраусс, Райаном Рокси и Томми Хенриксеном, басистом Чаком Гарриком и барабанщиком Гленом Собелом. Альбом был анонсирован 14 июня 2023 года, одновременно с выпуском лид-сингла «I’m Alice», за которым последовал второй сингл альбома, «White Line Frankenstein» (при участии Тома Морелло), 19 июля 2023 года и третий сингл альбома, «Welcome to the Show», 8 августа 2023 года. Купер будет продвигать альбом туром по стадионам США в поддержку Mötley Crüe и Def Leppard в августе, а затем совместно с Робом Зомби в сентябре.

## Общая информация и запись
Для альбома Купер хотел показать свою концертную группу, чтобы они «участвовали в создании всех песен». Он настаивал на отсутствии наложений, поскольку «вся идея этого альбома — показать, насколько хороша эта группа вживую». До анонса Road Купер говорил о том, что это «концептуальный альбом» о «вещах, которые происходят в дороге. В нём много юмора. Есть пара душераздирающих песен, но он очень гитарный, потому что это то, что я ищу в альбоме».

## Отзывы критиков
| Совокупная оценка   | Совокупная оценка |
| Источник            | Оценка            |
| ------------------- | ----------------- |
| Metacritic          | 77/100            |
| Оценки критиков     |                   |
| Источник            | Оценка            |
| AllMusic            | [ 5 ]             |
| American Songwriter | [ 6 ]             |
| Mojo                | [ 7 ]             |
| Classic Rock        | [ 8 ]             |
| Uncut               | 7/10              |

На сайте-агрегаторе рецензий Metacritic Road получил оценку 77 из 100 на основании пяти отзывов критиков, что свидетельствует о «в целом благоприятном» приеме. Uncut отметил, что альбом «очень веселый и исполнен закаленной в дороге группой, полной бодрости», а Mojo охарактеризовал его как «очень приятное развлечение»,. Classic Rock назвал его «сплоченным тематическим альбомом, покрытым многоуровневыми гитарами, гимническими припевами и мощным риффажем, закаленным дорожным динамизмом и созданным для сцены». Хэл Хоровиц из American Songwriter считает, что «хотя Road не является пятизвёздочным шедевром, как недавно переизданные и расширенные сборники Killer или School’s Out», он «возможно, неожиданно достоин упоминания в одном ряду с его лучшими работами». Фред Томас из AllMusic резюмировал его как «в основном убийственный и лишь немного заполняющий, Элис использует силу, которую он использовал в молодые годы, для создания удивительно вдохновенной коллекции нового материала».

## Список композиций
| №                   | Название                                             | Автор(ы)                                                                                             | Длительность |
| ------------------- | ---------------------------------------------------- | --- | ------------ |
| 1.                  | «I'm Alice»                                          | Элис Купер Андерс Фестандер Боб Эзрин Ки Марчелло [англ.] Райан Рокси                                | 3:55         |
| 2.                  | «Welcome to the Show»                                | Купер Эзрин Чак Гаррик [англ.] Глен Собел [англ.] Нита Штраусс [англ.] Рокси Томми Хенриксен [англ.] | 3:36         |
| 3.                  | «All Over the World»                                 | Купер Эзрин Гаррик Собел Штраусс Рокси Хенриксен                                                     | 3:52         |
| 4.                  | «Dead Don't Dance» (при участии Кейна Робертса)      | Купер Эзрин Эван Магнесс Кейн Робертс [англ.]                                                        | 3:30         |
| 5.                  | «Go Away»                                            | Купер Эзрин Кит Нельсон                                                                              | 4:20         |
| 6.                  | «White Line Frankenstein» (при участии Тома Морелло) | Купер Эзрин Морелло                                                                                  | 3:40         |
| 7.                  | «Big Boots»                                          | Купер Эзрин Гаррик Собел Штраусс Рокси Хенриксен                                                     | 3:14         |
| 8.                  | «Rules of the Road»                                  | Купер Эзрин Уэйн Крамер [англ.]                                                                      | 3:48         |
| 9.                  | «The Big Goodbye»                                    | Купер Эзрин Гаррик Собел Штраусс Рокси Хенриксен                                                     | 3:32         |
| 10.                 | «Road Rats Forever»                                  | Купер Дик Уогнер [англ.]                                                                             | 4:04         |
| 11.                 | «Baby Please Don't Go»                               | Купер Эзрин Нельсон                                                                                  | 3:29         |
| 12.                 | «100 More Miles»                                     | Купер Эзрин Гаррик Джим Баччи                                                                        | 3:04         |
| 13.                 | «Magic Bus»                                          | Пит Таунсенд                                                                                         | 3:39         |
| Общая длительность: | Общая длительность:                                  | Общая длительность:                                                                                  | 47:43        |

## Участники записи
- Элис Купер — вокал (все треки), бэк-вокал (треки 5, 6, 7, 8, 9, 10, 11, 13)
- Райан Рокси — электрогитара (все треки), акустическая гитара (треки 11, 13), бэк-вокал (трек 13)
- Нита Штраусс[англ.] — электрогитара (все треки), акустическая гитара (трек 11), бэк-вокал (трек 13)
- Томми Хенриксен[англ.] — электрогитара (все треки), акустическая гитара (треки 11, 13), клавишные (треки 1, 2, 3, 5, 6, 8, 11, 12), фортепиано (дорожка 7), дополнительный бас (треки 7) , 11), перкуссия (треки 1, 2, 3, 5, 6, 7, 8, 9, 10, 11, 12, 13), бэк-вокал (треки 1, 2, 3, 6, 7, 8, 9, 10, 11, 12, 13), «Party Animal» (трек 8)
- Чак Гаррик[англ.] — бас (все треки, кроме трека 11), бэк-вокал (трек 13)
- Глен Собел[англ.] — ударные (все треки)
- Боб Эзрин — бэк-вокал (треки 1, 2, 3, 4, 5, 6, 7, 8, 10, 11), акустическая гитара (трек 11), духовой синтезатор (трек 12)
- Кейн Робертс[англ.] — гитара (трек 4)
- Том Морелло — гитара (трек 6), бэк-вокал (трек 6)
- Берли Джонсон[англ.] — фортепиано (дорожка 10)
- Кейт Миллер — акустическая гитара (трек 11)
- Роджер Гловер — бас (трек 11)
- Шерил Купер — бэк-вокал (трек 8)

## Чарты
| Чарт (2023)                                   | Высшая позиция |
| --------------------------------------------- | -------------- |
| Австралия (ARIA)                              | 19             |
| Австрия (Ö3 Austria)                          | 3              |
| Чехия (ČNS IFPI)                              | 78             |
| Нидерланды (Album Top 100)                    | 49             |
| Финляндия (Suomen virallinen lista)           | 17             |
| Франция (SNEP)                                | 16             |
| Германия (Offizielle Top 100)                 | 2              |
| Венгрия (MAHASZ)                              | 34             |
| Норвегия (VG-lista)                           | 39             |
| Польша (ZPAV)                                 | 51             |
| Шотландия (Scottish Albums Chart)             | 2              |
| Испания (PROMUSICAE)                          | 43             |
| Швеция (Sverigetopplistan)                    | 24             |
| Швейцария (Schweizer Hitparade)               | 6              |
| Великобритания (UK Albums Chart)              | 8              |
| Великобритания (UK Independent Albums Chart)  | 2              |
| Великобритания (UK Rock & Metal Albums Chart) | 1              |
| США (Billboard 200)                           | 160            |
| США (Billboard Independent Albums)            | 25             |
| США (Billboard Top Hard Rock Albums)          | 7              |
| США (Billboard Top Rock Albums)               | 25             |